# Hendrik II van Montfoort
Hendrik Zwederszoon de Rovere van Montfoort (13?? - 15 oktober 1333) was de derde burggraaf van Montfoort en heer van Heeswijk, Achthoven, Wiliskop, Blokland, Kattenbroek en dijkgraaf van Lopikerwaard (1325/33). Hij zou maar twee jaar burggraaf zijn, maar tijdens het bewind van zijn vader tussen 1323/27 was hij ook burggraaf benoemd door Willem III van Holland maar niet erkend door het Sticht Utrecht.

## Levensloop
Hij was een zoon van Zweder I van Montfoort en Catharina van Holland.
Het huwelijk met Agnes van IJsselstein was tegen de zin van zijn ouders, die hij met hulp van zijn schoonvader Gijsbrecht van IJsselstein gevangennam.
Hij wordt feitelijk burggraaf van Montfoort door het ingrijpen van graaf Willem III van Holland (29 maart 1323) en belooft hem en zijn nakomelingen op 14 april 1323 altijd te zullen dienen en helpen. Uiteindelijk verzoent hij zich met zijn vader en draagt hem het bestuur van Montfoort weer over op 26 april 1327.
Hij wordt, na de dood van zijn vader, door de bisschop van Utrecht op 21 januari 1331 beleend met het huis Montfoort als een erfleen en met al het goed dat zijn van vader de bisschop gehouden heeft. Hendrik overlijdt onverwachts al op jonge leeftijd, Op 15 oktober 1333 maakt Hendrik van Loenersloot, deken van Sint Jans kapittel te Utrecht een oorkonde met als getuigen Roelof de Rover van Montfoort, Jan van Montfoort, Willem van Montfoort en Arend van der Hurst; dat zijn huis en landerijen in eren worden gehouden en worden overgedragen als de driejarige Zweder II van Montfoort tot mondige jongeman was volgroeid. Hendrik werd opgevolgd als burggraaf door Jan van Montfoort.